# Abas (Sohn des Ixion)
Abas (altgriechisch Ἄβας Ábas) ist in der Griechischen Mythologie ein Kentaur und guter Jäger. Einzige Quelle ist das zwölfte Buch der Metamorphosen des Ovid, der ihn mit dem Epitheton „praedator aprorum“ (Erbeuter der Wildschweine) aus der Masse der Kentauren heraushebt.
Er ist der Sohn des Ixion und der Nephele. Als er an der Hochzeit des Peirithoos teilnimmt und dabei ein Kampf zwischen den Kentauren und den Lapithen (Kentauromachie) ausbricht, kann er sich nur durch Flucht retten. Zum mythologischen Hintergrund und zu Ovids literarischer Gestaltung siehe den Artikel Melaneus.